# Valentino Urbani
Valentino Urbani, zvaný Valentini (1690? Udine – po roce 1722 ?), byl italský operní pěvec-kastrát (kontratenor).

## Život a dílo
Valentini se proslavil na hlavních italských scénách. Zpíval v Benátkách, Parmě, Římě, Bologni a v Janově. Byl prvním kastrátem, který pravidelně vystupoval v Londýně. Debutoval v divadle Drury Lane při premiéře opery Thomyris, Queen of Scythia Johanna Christopha Pepusche v roce 1707. Zpíval v řadě pasticcií i dvojjazyčných operách (zpívaných částečně italsky a částečně anglicky). Každoročně uváděl benefiční koncert.
Dnes je znám především pro svou spolupráci se skladatelem Georgem Friedrichem Händelem. Účinkoval v roli Eustace v prvním provedeni Händelovy opery Rinaldo v londýnském Her Majesty's Theatre v roce 1711, v roli Silvia v premiéře opery Il pastor Fido v roce 1712 a v roli Egea v opeře Teseo v roce 1713. Podle svědectví současníků bylo jeho pěvecké umění v té době již na ústupu, ale stále byl považován za znamenitého herce.
Poslední známé veřejné vystoupení se konalo v Hamburku v roce 1722. O jeho dalším osudu nejsou žádné informace.